# Islas Hormigas
Islas Hormigas är öar i Spanien.   De ligger i provinsen Murcia och regionen Murcia, i den sydöstra delen av landet, 400 km sydost om huvudstaden Madrid.